# جيمس جوزيف باترسون
جيمس جوزيف باترسون (بالإنجليزية: James Joseph Patterson)‏ هو محرر وصحفي أمريكي، ولد في 1923، وتوفي في 24 يونيو 1992.